# Iqaluit

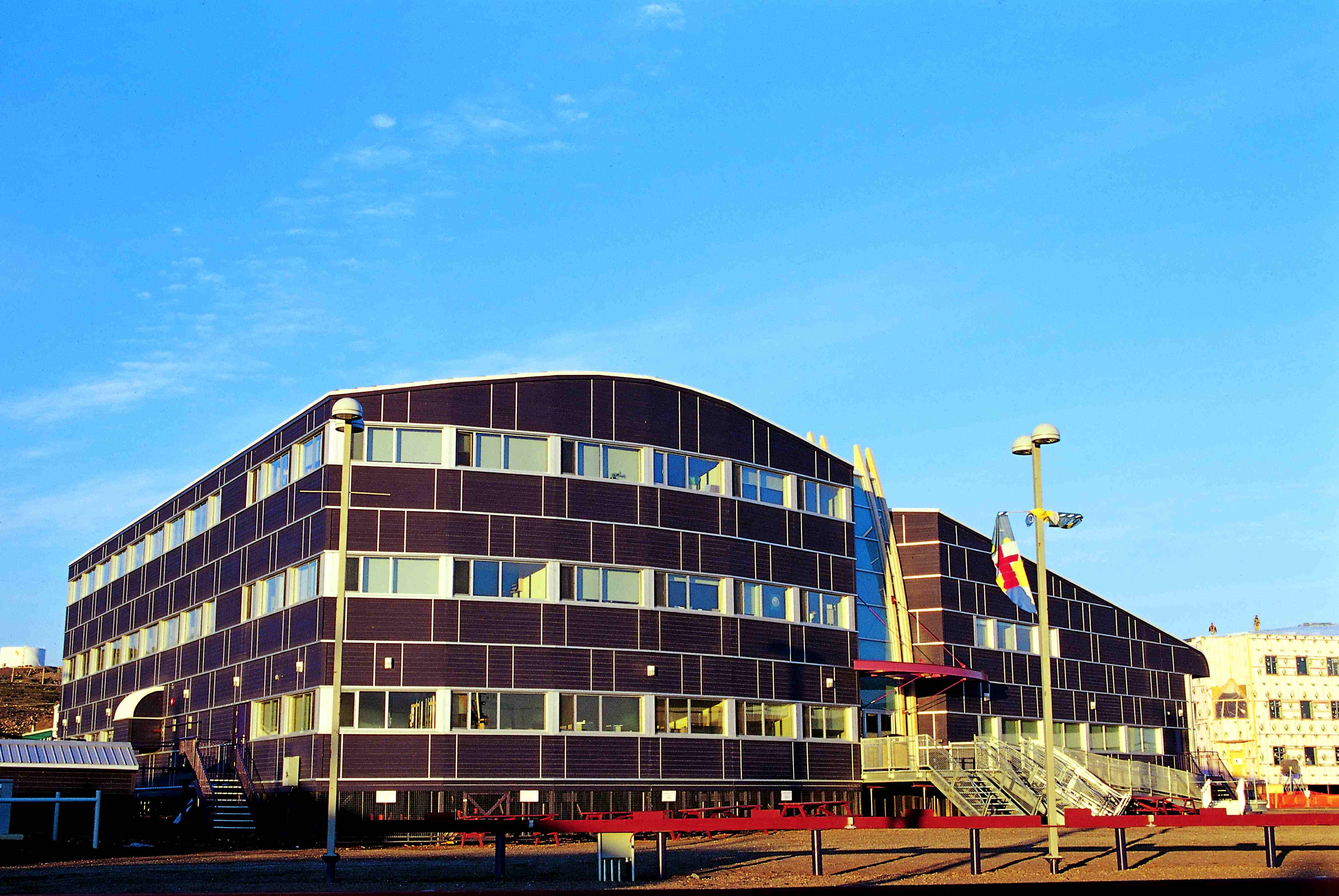
Adunarea Legislativă din Nunavut

Iqaluit (în inuit însemnând unde există pește) este capitala statului canadian Nunavut, de asemenea cea mai mare localitate al acestuia. Se află situat pe insula Baffin, în golful Frobisher. Are o populație de 6184 locuitori dintre care 58% sunt etnici inuiți. În administrația orășelului intră și localitatea Apex. Localitatea s-a mai numit și Frobisher Bay, nume dat de golful lângă care se situează.

## Geografie
Iqaluit este cel mai nordic oraș din Canada, la 63 de grade nord de Ecuator. Iqaluit este situat în Munții Everett, care se ridică din Koojesse Inlet, o intrare a Golfului Frobisher, în sud-est.

### Climă

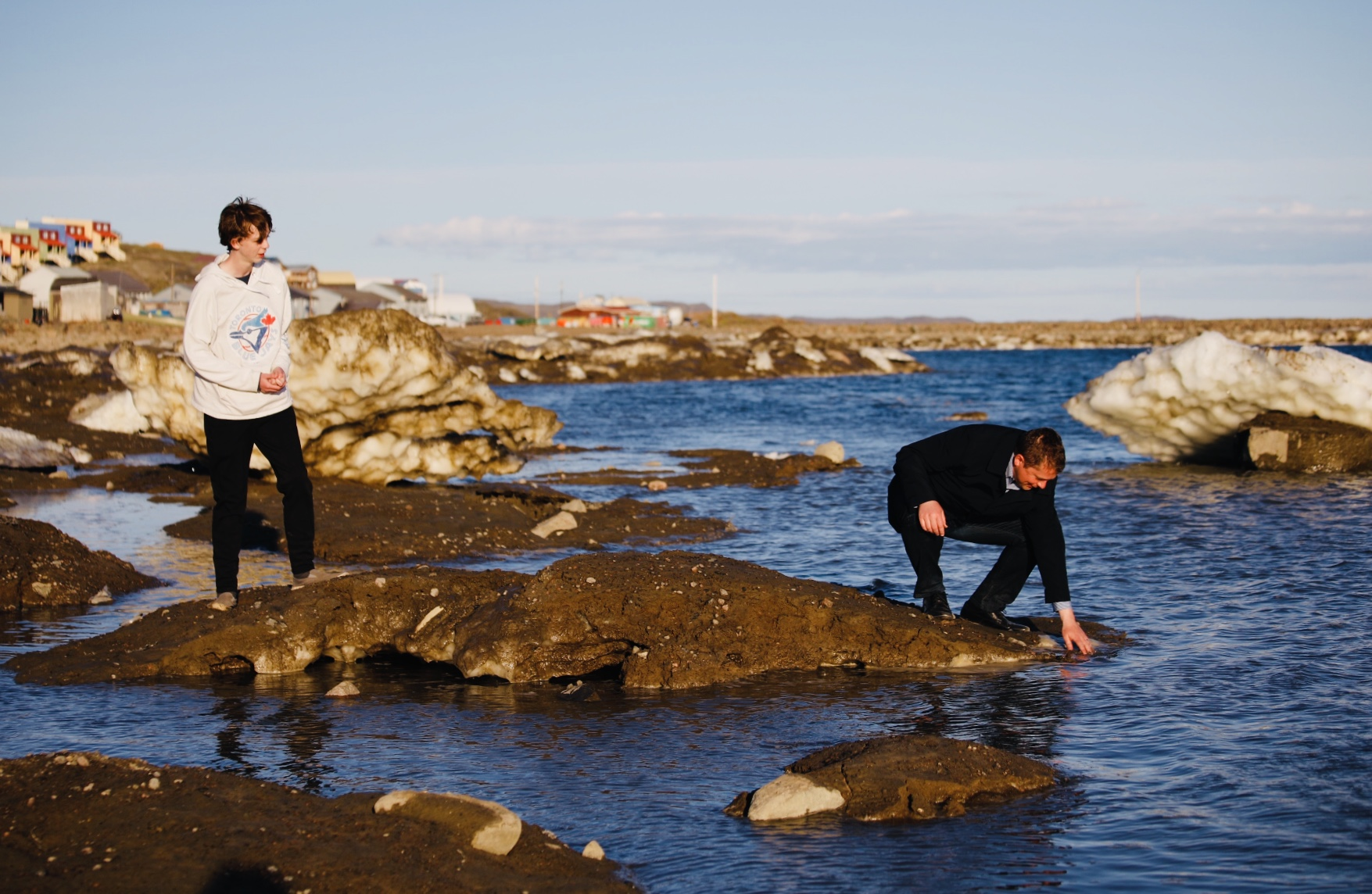
Iqaluit este situat într-o zonă de tundra, ceea ce înseamnă că temperaturile sunt prea reci pentru ca copacii să crească.

Iqaluit are o climă de tundră (Köppen: ET) tipică regiunii arctice, deși se află cu mult în afara Cercului polar. Orașul are ierni lungi și reci și veri scurte și răcoroase. Temperaturile medii lunare sunt sub îngheț timp de opt luni pe an.

## Peisaj urban

### Cartierele
- Downtown (central)
- Happy Valley (nord)
- Lake Subdivision (nord) – zona  rezidențială
- Lower Base (sud)
- Lower Iqaluit (sudest)
- North 40 (nordest) – situat pe partea de nord a aeroportului
- Plateau Subdivision (nordvest)– zona rezidențială
- Road To Nowhere (nord)
- Tundra Valley (vest)
- Tundra Ridge (vest) – găzduiește două dintre școlile și centrul de tineret din oraș
- West 40 (sudvest) – zona commericala

### Suburbii
Apex (Niaqunngut), parte oficial și funcțional a orașului Iqaluit, este o comunitate mică la aproximativ 5 km (3,1 mile) sud-est (63°43′20″N 068°26′56″V) de centrul lui Iqaluit și este cunoscută în  Inuktitut ca Niaqunngut.  Este situat pe o mică peninsulă care separă Koojesse Inlet de Tarr Inlet.  Există un adăpost pentru femei, o biserică, o școală primară (Școala Elementară Nanook), un magazin de design și o pensiune în comunitate. Apex era locul în care locuiau cei mai mulți inuiți când Iqaluit era un loc militar și interzis oricui nu lucra la bază.